# Mikhail Tomsky
Mikhail Pavlovich Tomsky (em russo:  Михаи́л Па́влович То́мский, nascido Mikhail Pavlovich Yefremov ou Efremov; Михаи́л Па́влович Ефре́мов; 31 de outubro de 1880 — 22 de agosto de 1936) foi um operário, sindicalista, líder bolchevique e político soviético. Foi presidente do Conselho Central dos Sindicatos da União Soviética entre setembro de 1922 a maio de 1929.
Tentou formar um sindicato numa fábrica em São Petersburgo, resultando em sua demissão.
Suas atividades trabalhistas o radicalizaram politicamente e o levaram a se tornar um socialista e ingressar no Partido Operário Social-Democrata Russo (POSDR) em 1904, até finalmente ingressar na facção bolchevique do partido. Durante o Grande Expurgo, foi acusado de falsas alegações e colocado em um julgamento encenado, acusado de terrorismo e sabotagem. Mikhail Tomsky mais tarde cometeria suicídio para evitar a prisão pela KGB em agosto de 1936.